# François Bellefeuille
 (mars 2012).
Si vous disposez d'ouvrages ou d'articles de référence ou si vous connaissez des sites web de qualité traitant du thème abordé ici, merci de compléter l'article en donnant les références utiles à sa vérifiabilité et en les liant à la section « Notes et références ».
Pour les articles homonymes, voir Bellefeuille.
François Bellefeuille (né le 28 janvier 1976 à Trois-Rivières) est un humoriste québécois, un ex-médecin vétérinaireet un père de deux enfants: sa petite fille Dali et le jeune Milo.

## Biographie
François Bellefeuille obtient son doctorat en médecine vétérinaire à  l'Université de Montréal en 1999 . Après une dizaine d'années de pratique, il se dirige vers la carrière d'humoriste. Il est gagnant du Concours de la relève en humour de l'Abitibi 2010 et Révélation de l'année du Festival Juste pour rire 2010. En 2011, il reçoit leur prix Coup de cœur des médias pour son spectacle de 60 minutes présenté lors du Zoofest du Festival Juste pour rire. On le remarque également pour ses apparitions sur les Galas Juste pour rire de Laurent Paquin et d’Éric Salvail. En 2011, dans le cadre de la 30e édition du Festival Juste pour rire, François a l’honneur de participer à trois galas JPR (Stéphan Bureau, Laurent Paquin, Mike Ward). Cette même année, il est sacré Découverte de l’année au Gala Les Olivier. En 2013, il participe au Gala des Fêtes de Laurent Paquin où il livre un numéro qui lui rapporte le Prix Victor du Meilleur numéro du festival.
On a pu également le voir sur le web aux côtés de Simon Leblanc dans Devenir expert en 3 minutes et à la télé comme chroniqueur Nobody à Un gars le soir et collaborateur à Brassard en direct d'aujourd'hui sur V.
François Bellefeuille lance son tout premier one-man-show éponyme en février 2014. Il anime son premier Gala Juste pour rire au mois de juillet 2014.
En 2015, il co-fonde le Bordel Comédie Club avec 5 autres humoristes québécois.
En 2019, il anime la balado-diffusion 3.7 Planètes visant à sensibiliser les gens aux changements climatiques et à l'environnement.
En 2021, il anime le gala Les Oliviers à Radio-Canada en plus d'être en liste pour l'artiste COVID de l'année.
Le 13 octobre 2024, l’humoriste se marie à Miriam Tougas après une longue relation de 11 ans. 

## Formation
- 2005-2007 : École nationale de l'humour - Profil Humoriste

## Carrière

### Humour
- 2008 & 2010 : En route vers mon premier Gala Juste pour rire
- 2010 : Gala Juste pour rire (Animé par Laurent Paquin)
- 2011 : Gala Grand Rire
- 2011 : La Saint-Jean des humoristes
- 2011 : 60 minutes avec... François Bellefeuille au Zoofest
- 2011 : Gala Juste pour rire (Animé par Éric Salvail)
- 2011 : Gala Vive la dépression! à Juste pour rire (Animé par Laurent Paquin)
- 2011 - 2012 : Tournée du spectacle Union Libre
- 2012 : Gala Grand Rire animé par Mario Jean
- 2012 : Festival Rire à Lourdes
- 2012 : Gala du 30e à Juste pour rire (Animé par Stéphan Bureau)
- 2012 : Gala d'la mort à Juste pour rire (Animé par Laurent Paquin)
- 2012 : Gala F*ck la variété à Juste pour rire (Animé par Mike Ward)
- 2012-2013 : Première partie de Louis-José Houde)
- 2013 : Spectacle des 25 ans de l'École nationale de l'humour
- 2013 : Animation des galas du Festival d'humour d'Abitibi
- 2013 : Gala Hommage à Jean-Marc Parent à Juste pour rire
- 2013 : Gala Les Fêtes à Juste pour rire (Animé par Laurent Parent)
- 2014 : Animation du Gala Les Rejets à Juste pour rire
- 2014 : Tournée du one-man-show François Bellefeuille
- 2015 : Animation du Gala La Colère à Juste pour rire

### Télévision
- 2010 à 2013 : Un gars le soir - Chroniqueur
- 2012 : Prière de ne pas envoyer de fleurs
- 2012 - 2013 : Les Soirées Juste pour rire - Animation
- 2013 : Gala Les Olivier - Présentation
- 2013 : Juste pour aider - Topo
- 2013 : Les pêcheurs - Lui-même
- 2013 : Brassard en direct d'aujourd'hui - Collaborateur
- 2020 : Les Suppléants
- 2020-2022 : Bye Bye[7]
- 2023 : Temps de Chien - Dr Antoine Meilleur

### Web
- 2011-2012 : Devenir expert en 3 minutes, Lib tv

## Prix et distinctions
- 2010 : Gagnant du Concours de la relève de l'humour, du Festival d'humour de l'Abitibi-Témiscamingue
- 2010 : Révélation Juste pour rire
- 2011 : Prix Coup de cœur des médias Zoofest pour le spectacle 60 minute avec... François Bellefeuille
- 2012 : Découverte de l’année, Gala Les Olivier
- 2013 : Prix Victor du Meilleur numéro du festival pour «Les Fêtes», Juste pour rire
- 2014 : Billet d'or pour le spectacle François Bellefeuille (Février 2014)
- 2014 : Prix Victor Artiste de l'année, Juste pour rire